# Grön storm
Grön storm (originaltitel: Infernal Devices) är den tredje delen av De vandrande städerna, en bokserie av Philip Reeve.

## Handling
Boken utspelar sig sexton år efter händelserna i Förrädarens guld.